# Aleksandr Zabelin
Aleksandr Zabelin, né le 6 décembre 1931, est un tireur sportif soviétique puis russe.

## Palmarès

### Jeux olympiques d'été
- Jeux olympiques d'été de 1960 de Rome
  -  Médaille de bronze en pistolet feu rapide à 25m[1]